# Teixidor gorjanegre
El teixidor gorjanegre (Ploceus nigrimentus) és un ocell de la família dels ploceids (Ploceidae).

## Hàbitat i distribució
Habita les sabanes de la República de Congo i el centre d'Angola.